# José Pedro Ferreira da Costa
José Pedro Ferreira da Costa (Campanha, 1900 — Rio de Janeiro, 1971) foi um político brasileiro.
Foi ministro interino da Educação no governo Juscelino Kubitschek, de 17 a 24 de junho de 1960.